# Jackeline Fernández Macías
Jackeline Elizabeth Fernández Macías (Barquisimeto, Venezuela; 2 de diciembre de 1986) es una política española del Partido Popular de Galicia.

## Trayectoria
Es licenciada en Administración y Dirección de Empresas y diplomada en Ciencias Empresariales por la Universidad de Vigo. Fue presidenta de Nuevas Generaciones en Orense (2010-2015). Forma parte del Comité de Dirección y de la Junta Directiva del PP de la provincia de Orense. En agosto de 2015 se convirtió en diputada del Parlamento de Galicia al substituir a Carmen Pardo.